# Lycée Seijo
Le lycée Seijo d'Alsace était installée à Kientzheim, ancienne commune française devenue, le 1er janvier 2016, une commune déléguée de la commune nouvelle de Kaysersberg Vignoble située dans la circonscription administrative du Haut-Rhin et, depuis le 1er janvier 2021, dans le territoire de la Collectivité européenne d'Alsace, en région Grand Est.
Ce village se trouve dans la région historique et culturelle d'Alsace.
Le lycée Seijo d'Alsace (アルザス成城学園 Aruzasu Seijō Gakuen) était un établissement d'enseignement secondaire français inauguré en 1986 et fermé en 2005. Le lycée était une filiale du Seijo Gakuen (en). L'université de Seijo est une filiale du Seijo Gakuen.
Le Centre européen d’études japonaises (CEEJA, アルザス・欧州日本学研究所 Aruzasu Ōshū Nihongaku Kenkyūsho) occupe l'ancien lycée,.

### Sources et bibliographie
- "Kientzheim, l'Ecole des Cracks." Le Nouvel Observateur, Issues 1248-1260. 1988. p. 15 [[PDF] lire en ligne ]
- "Les crécelles de Seijo." (Archive) L'Alsace. Mardi 8 juin 1999.
- "Seijo fête la rentrée." (Archive) Dernières Nouvelles d'Alsace (DNA). Dimanche 18 avril 1999.
- "La rentrée au lycée Seijo." (Archive) L'Alsace. Dimanche 18 avril 1999.
- "Seijo ouvre ses portes." (Archive) L'Alsace. Dimanche 7 novembre 1999.
- (en) Iwasaki, Toshio. « Japanese Schools Take Root Overseas. » Journal of Japanese Trade & Industry. Japan Economic Foundation, No. 5, 1991. Contributed to Google Livres by Kokusai Keizai Kōryū Zaidan. p. 24-25.
- Gauthier, Nicole. "Les entreprises japonaises s'épanouissent en Alsace" (Archive). Libération. 9 juillet 2011.